# ケヴィン・ダブロウ
ケヴィン・ダブロウ（Kevin DuBrow、1955年10月29日 - 2007年11月25日）は、アメリカ合衆国・ロサンゼルス出身のヘヴィメタルミュージシャン。1980年代に活躍したヘヴィメタル・バンド、クワイエット・ライオットのリードボーカリストとして著名。
バンドの人気が上昇するにつれて、私生活やインタビューなどで偉ぶった言動をするようになり、そうした不遜な態度がますますひどくなっていったために、他のメンバーとの関係が悪化し、締め出されていたが、後にメンバーと和解し、1991年に復帰。2003年に一時的な解散を迎えるまで、活動し続けた。その後の再結成にも参加する。
2007年11月25日、ラスベガスの自宅で死体が発見されたと報道された。死因はコカインのオーバードースによるものとされた。
| スタブアイコン | サブスタブ | この項目は、まだ閲覧者の調べものの参照としては役立たない、歌手に関連した書きかけの項目です。この項目を加筆・訂正などしてくださる協力者を求めています（P:音楽/PJ:芸能人）。 |